# Дофар
Дофа́р (араб. محافظة ظُفار) — мухафаза (з 2011 року) в Султанаті Оман.

## Географія
Дофар розташований у південній частині країни. Межує на північному заході з мухафазою Ель-Вуста, на північному заході – з Саудівською Аравією, на південному заході – з Єменом. До складу мухафази також входять острови Курія-Мурія.

## Демографія
За даними 2010 року чисельність населення мухафази становила 249 729 осіб.
Дотепер частина населення Дофару продовжує спілкуватись південноаравійськими мовами, зокрема мовою шехрі — гірський діалект південного Оману, що має спільне коріння з мовою мехрі, якою спілкуються в Ємені.

## Адміністративний поділ
Дофар поділяється на 10 вілаєтів:
- Салала
- Далькут
- Мазьюна
- Мірбат
- Мукшін
- Рах'ют
- Садах
- Шалім та острови Халланьят
- Така
- Тумрайт